# Hemiblossia lawrencei
Hemiblossia lawrencei es una especie de arácnido  del orden Solifugae de la familia Daesiidae.

## Distribución geográfica
Se encuentra en Namibia.